# Neukirchen (Thierhaupten)
Neukirchen (ⓘ) ist ein Gemeindeteil von Thierhaupten im schwäbischen Landkreis Augsburg in Bayern.

## Lage
Das Pfarrdorf Neukirchen liegt 4,5 km östlich von Thierhaupten auf der Hochfläche des oberen Deckschotters im Unteren Lechrain. Zur Gemarkung gehören noch das Dorf Hölzlarn südlich, die Einöde Sparmannseck südöstlich und die Wieskapelle nördlich von Neukirchen.

Höchste Erhebung ist der Kühberg (499,1 m ü. NHN). Markant ist auch noch der Wünschenberg (453,7 m ü. NHN) nördlich von Neukirchen.

## Geschichte
Neukirchen wird erstmals 1227 im Wittelsbacher Urbar unter dem Namen Nivwenkirchen erwähnt, später heißt es Niunkirchen, dann Neukirchen. Der Name bezieht sich auf die an diesem Ort neu erbaute Kirche im Gegensatz zur inzwischen untergegangenen alten Kirche in Stuben bei Pöttmes.
Der Name Hölzlarn bedeutet so viel wie Waldlichtung, während Sparmannseck entweder eine Umschreibung von Sparen wir's Eck oder Eck des Sparmann bedeuten kann.
Die Besitzverhältnisse der Neukirchener, Hölzlarner und Sparmannsecker Anwesen waren stets zersplittet: die Wittelsbacher Herzöge selbst, die Klöster Niederschönenfeld und Thierhaupten, die Kastenämter Graisbach und Rain, die Hofmarken Pichl und Sandizell, die Universität Ingolstadt und die Kirchenstiftung und Pfarrpfründe Neukirchen besaßen jeweils Besitztümer in Neukirchen.

Die katholische Pfarrkirche Sankt Vitus in Neukirchen ist romanisch – die Südmauer des Schiffes steht noch. Die Nordmauer, der Chor und der Turm stammen aus dem 17. Jahrhundert. Der dreiteilige Klappaltar mit Holzgemälden stammt von 1610. Die Kirche und ihre Pfründe (ab 1500 wird Stuben Filiale von Neukirchen, vorher war es andersherum) gehörten nacheinander den bayerischen Herzögen, dem Kloster Thierhaupten und dem Kloster Fürstenfeld.

Bis zum 1. Juli 1972 gehörte die selbstständige Gemeinde Neukirchen zum Landkreis Neuburg an der Donau und kam im Zuge der Gebietsreform in Bayern zum Landkreis Augsburg (zunächst mit der Bezeichnung Landkreis Augsburg-West). Am 1. Mai 1978 wurde Neukirchen nach Thierhaupten eingemeindet.

## Verkehr
Die Kreisstraße A 26 bildet von Thierhaupten (St 2381) kommend die Südumfahrung von Neukirchen und setzt sich ab der Landkreisgrenze zum Landkreis Aichach-Friedberg vor Osterzhausen als AIC 31 fort.

## Sehenswürdigkeiten
- Pfarrkirche St. Vitus

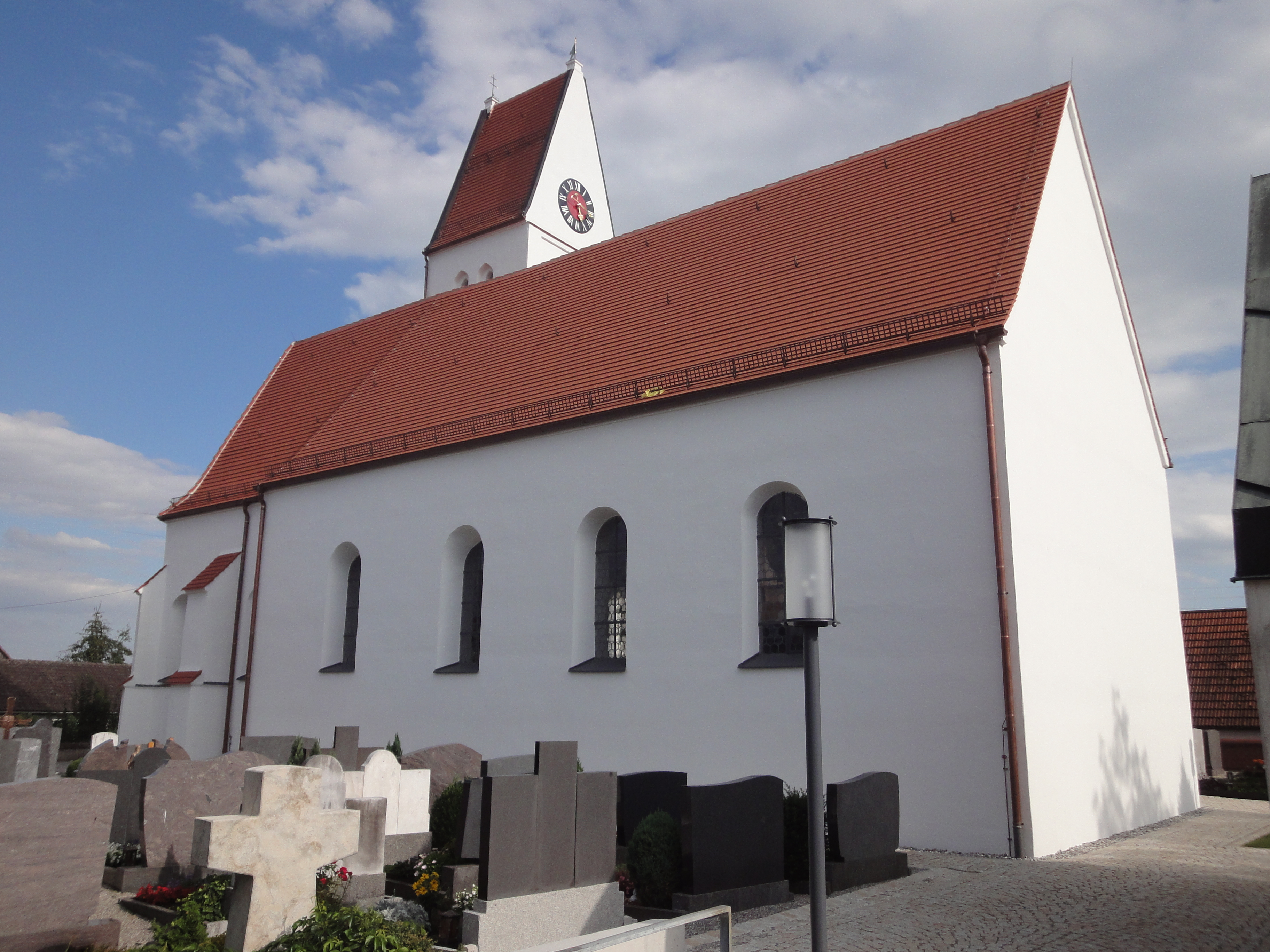
Kirche St. Vitus

- Hügelgräber am Waldrand östlich und westlich von Hölzlarn

## Einrichtungen
- Kindergarten Neukirchen

## Veranstaltungen
- Leonhardiritt Hölzlarn
- Dorffest Neukirchen
- Maifest Neukirchen
- Oktoberfest Neukirchen

## Persönlichkeiten
- Thomas Bokorny (1856–1929), Privatdozent für Chemie und Mineralogie, Verfasser von Lehrbüchern zur Botanik